# Speicherstadtrathaus

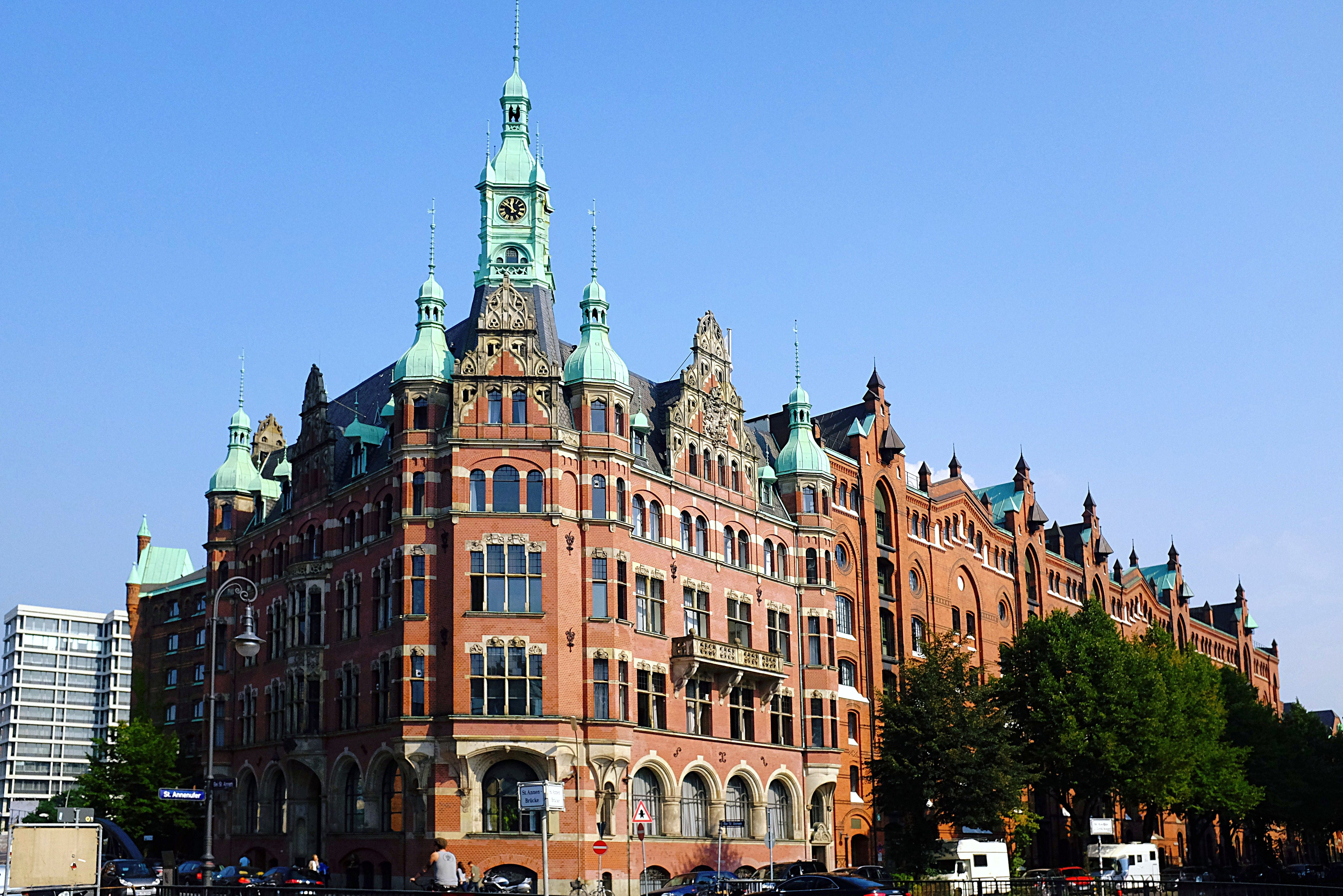
Speicherstadtrathaus

Das Speicherstadtrathaus ist das Verwaltungsgebäude der Hamburger Hafen und Logistik AG. Es befindet sich im historischen Lagerhauskomplex der Speicherstadt im Hamburger Hafen. Die Speicherstadt steht seit 1991 unter Denkmalschutz und ist seit dem 5. Juli 2015 mit dem benachbarten Kontorhausviertel auf der Liste des UNESCO-Welterbes eingetragen.

## Errichtung
Das Gebäude wurde im Rahmen des dritten Bauabschnittes während des Baus der Speicherstadt zwischen 1899 und 1912 auf der ehemaligen Insel Wandrahm, in der Straße Bei St. Annen 1, als Teil des Blockes U, auf 463 Eichenpfählen errichtet. Der Bau des Gebäudes fand zwischen 1902 und 1904 statt. Architekten waren Johannes Grotjan und von der Firma Hanssen & Meerwein Bernhard Hanssen und Wilhelm Emil Meerwein. Die Einweihung fand am 1. Juni 1904 satt. Das Gebäude wurde für die Hamburger Freihafen-Lagerhaus-Gesellschaft, heute Hamburger Hafen und Logistik AG, als Hauptverwaltung geplant und war der Nachfolgebau des 1887 eingeweihten Direktionsgebäudes am Sandtorkai 1, welches zwischenzeitlich zu klein geworden war. Auch das Direktionsgebäude wurde bereits von Hanssen & Meerwein gebaut.

## Gebäude

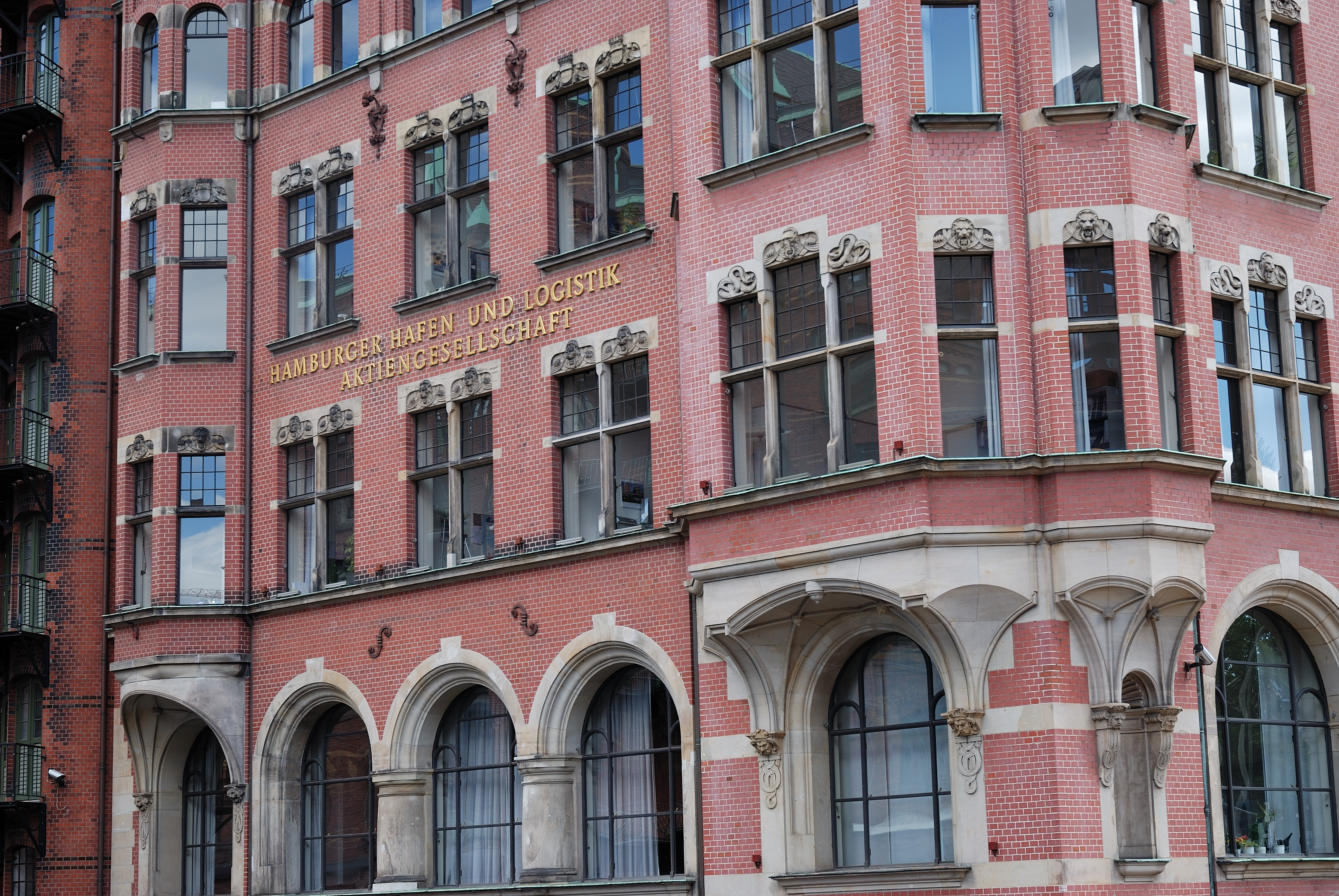
Fassade mit Schriftzug

Nicht nur das Direktionsgebäude, der Vorgängerbau, auch am Bau des Hamburger Rathauses waren Hanssen & Meerwein wie auch Grotjan beteiligt. Die Namensgebung Speicherstadtrathaus spielt auf die Bedeutung der HFLG für die Speicherstadt ein. Doch auch in der Architektur finden sich Ähnlichkeiten mit dem Hamburger Rathaus. Der Glockenturm überragt die umgebenden Gebäude und die Fassade trägt Züge des Eklektizismus. Romanische Rundbögen und Renaissance-Fenster wurden mit barocken Zierelementen kombiniert. Zusätzlich wurde die Backsteinfassade aus sächsischem Edelbackstein durch Sandstein-Streifen aus grauem Oberkirchener Sandstein aufgelockert. Im stark verzierten Giebel befindet sich das Wappen der HFLG. Die Turmhelme sind mit Kupfer beschlagen. Der Bau des Gebäudes kostete 600.000 Reichsmark und dauerte zwei Jahre.
Die Ausstattung der Innenräume erfolgte im Jugendstil. Die geschwungenen Formen des Jugendstils finden sich auf den Fliesen, den Türen und Holzpaneelen. Zusätzlich wurden die Räume mit schwarzen Schieferplatten mit eingeschlossenen Fossilien ausgekleidet.
Im Zweiten Weltkrieg wurde das Gebäude nicht beschädigt und zum 100. Geburtstag wurde es komplett saniert. Die Arbeiten leitete das Architekturbüro Gmp Architekten von Gerkan, Marg und Partner. Neben der Bewahrung der historischen Architektur lag ein Schwerpunkt auf der Modernisierung für heutige, moderne Nutzung. Neue Sitzungssäle entstanden im Foyer, als von 2001 bis 2002 der ursprünglich offene Lichthof durch ein gewölbtes Glasdach geschlossen wurde.